# Cusino
Cusino (Cüsìn in dialetto comasco, AFI: /kyˈziŋ/) è un comune italiano di 244 abitanti della provincia di Como in Lombardia.

## Geografia fisica
Situato in una conca ai piedi del monte Monte Pidaggia (1 528 m s.l.m.), sovrastato da uno sperone roccioso detto “Sasso di Cusino”, Cusino è il primo paese della Val Cavargna che si incontra salendo per la strada provinciale da Carlazzo. Si trova a circa 50 km da Como e il suo territorio è compreso tra il Comune di Carlazzo a sud, quello di Grandola ed Uniti a ovest, di San Bartolomeo Val Cavargna a est e di Garzeno a nord.
Il comune è formato da cinque centri abitati: Cusino, Palla, Campanile, Bertogno e Pomè, quest'ultimo in realtà ormai quasi disabitato.

## Storia
Ai tempi del Ducato di Milano, Cusino faceva parte della pieve di Porlezza.
Quando la Lombardia austriaca fu divisa in province, il comune di Cusino, facente sempre parte della Pieve di Porlezza, fu dapprima inserito nella provincia di Como ma nel 1791 tornò con tutta la pieve sotto quella di Milano.
Con Napoleone Bonaparte, una riorganizzazione amministrativa del Regno d'Italia comportò, nel 1812, l'incorporazione di Cusino nel comune di Carlazzo. L'aggregazione fu tuttavia annullata in seguito alla caduta di Napoleone e al conseguente passaggio della Lombardia nelle mani degli austro-ungarici, i quali decisero anche l'assegnazione di Cusino alla provincia di Como del Regno Lombardo-Veneto.

### Simboli
Vi sono incertezze in merito all'araldica comunale. Fino al 2023 l'ente usava, senza riconoscimento formale, uno stemma blasonabile d'argento, alla banda d'azzurro, accompagnata da due stelle di nero, applicato su un drappo d'azzurro come gonfalone.
Con D.P.R. del 4 ottobre 2023 è entrato in uso un diverso emblema, blasonato d’azzurro, all’ombra di sole d’oro, nascente dalla vetta laterale destra del Monte Sasso d’argento, fondato in punta; al capo di rosso caricato da sei campanule Raineri Perpenti al naturale, ordinate in fascia 3-3, con un drappo di bianco come gonfalone.

## Monumenti e luoghi d'interesse

### Architetture religiose

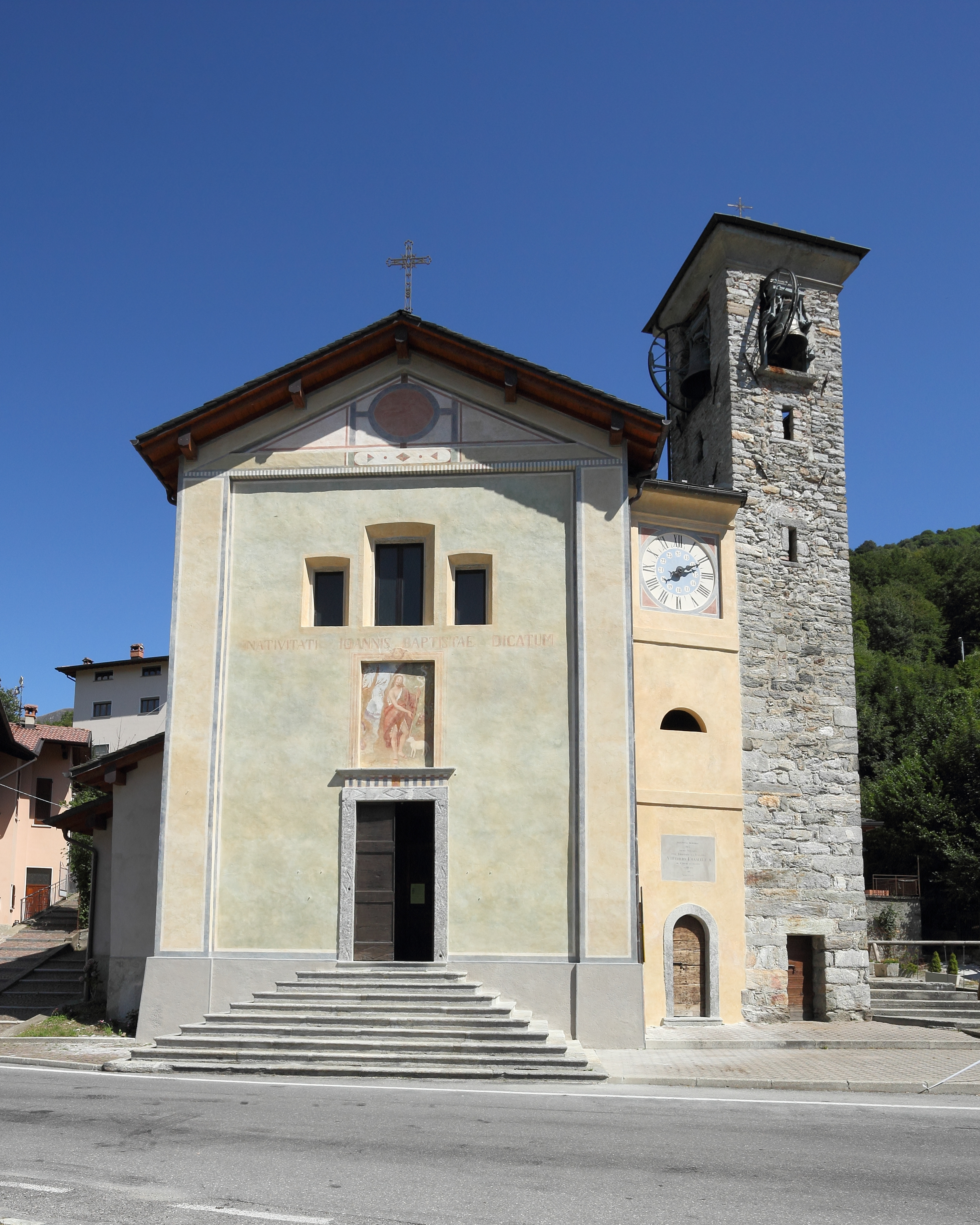
Chiesa della Natività di San Giovanni Battista

#### Chiesa della Natività di San Giovanni Battista
La parrocchiale di San Giovanni Battista, che sorge al centro del paese nell'omonima piazza lungo la strada provinciale che da Carlazzo porta in Val Cavargna, si distingue per il suo campanile tardoromanico, databile alla fine del XII secolo. Al suo interno, la chiesa conserva dipinti dei secoli XIV e XVI e alcuni strappi di affresco, tra cui un San Cristoforo con il Bambino sulla spalla e altri santi, originariamente affisso all'esterno del campanile in modo tale da poter essere visibile ai viandanti che transitavano dal passo San Lucio.

#### Oratorio di Sant'Ambrogio
Collocato alle pendici del monte Pidagga, lungo i tornanti su cui si snoda la strada provinciale, l'oratorio di Sant'Ambrogio rappresenta con alta probabilità la più antica chiesa di Cusino. Se infatti la parte centrale della chiesa dovrebbe risalire alla fine del Duecento, il portale d'ingresso è sormontato da un Cristo marmoreo databile all'XI o al XII secolo, raro esempio di altorilievo romanico in provincia di Como.
L'oratorio viene soprannominato dagli abitanti di Cusino come "chiesa dei morti' o "i morti di S. Ambrogio" per via della presenza, nelle vicinanze dell'edificio, di un antico cimitero comprensivo di tombe a fossa scavata nella roccia e ricoperte con lastre di pietra, emerso durante alcuni lavori di scavo a inizio Novecento.
Internamente, la chiesa conserva una colonnina in marmo di Musso in stile romanico emersa durante alcuni lavori di prolungamento della chiesa avvenuti tra il 1865 e il 1900, oltre a una scultura lignea raffigurante Sant'Ambrogio, copia di un originale di epoca barocca attribuita ai Magistri Intelvesi purtroppo trafugata da ignoti nel 1972.

#### Altro
Tra fine Ottocento e inizio Novecento, Cusino vide la costruzione di altri due edifici religiosi.
Il primo è la chiesetta di Santa Maria Ausiliatrice, costruita tra il 1883 e il 1890 come luogo atto alle funzioni della Confraternita del Santissimo Sacramento, presente a Cusino dal 1879. L'oratorio, dotato di un campanile risalente al 1913, nel 1941 fu provvisto di quattro busti e altrettante urne contenenti reliquie di santi.

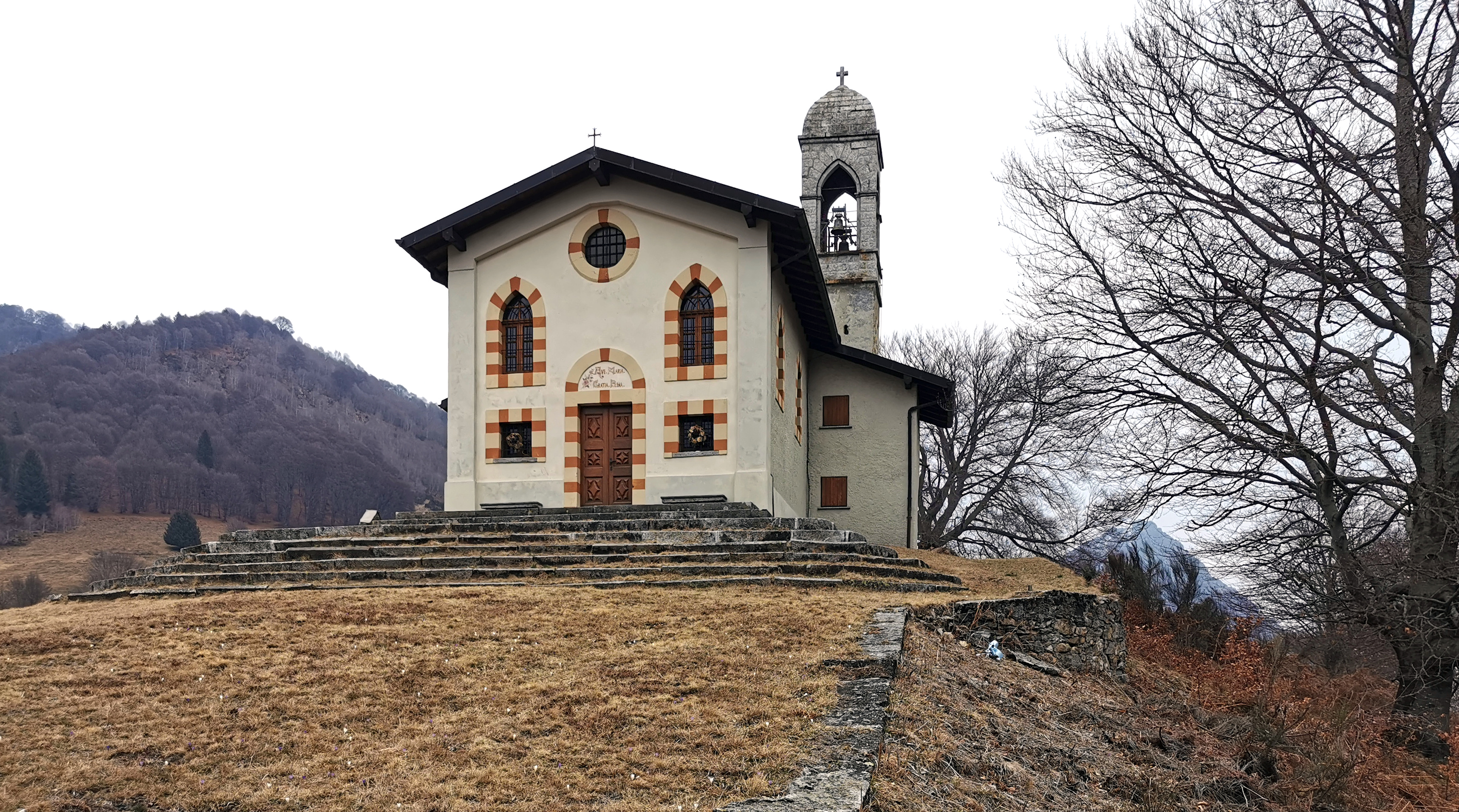
Santuario di Nostra Signora della Salute

Il secondo è il santuario di Nostra Signora della Salute, una cappella di montagna situata a 1 240 m di altitudine su un poggio detto "Motter" tra la valle Cavrera, il Salter e il piano di Lugone.

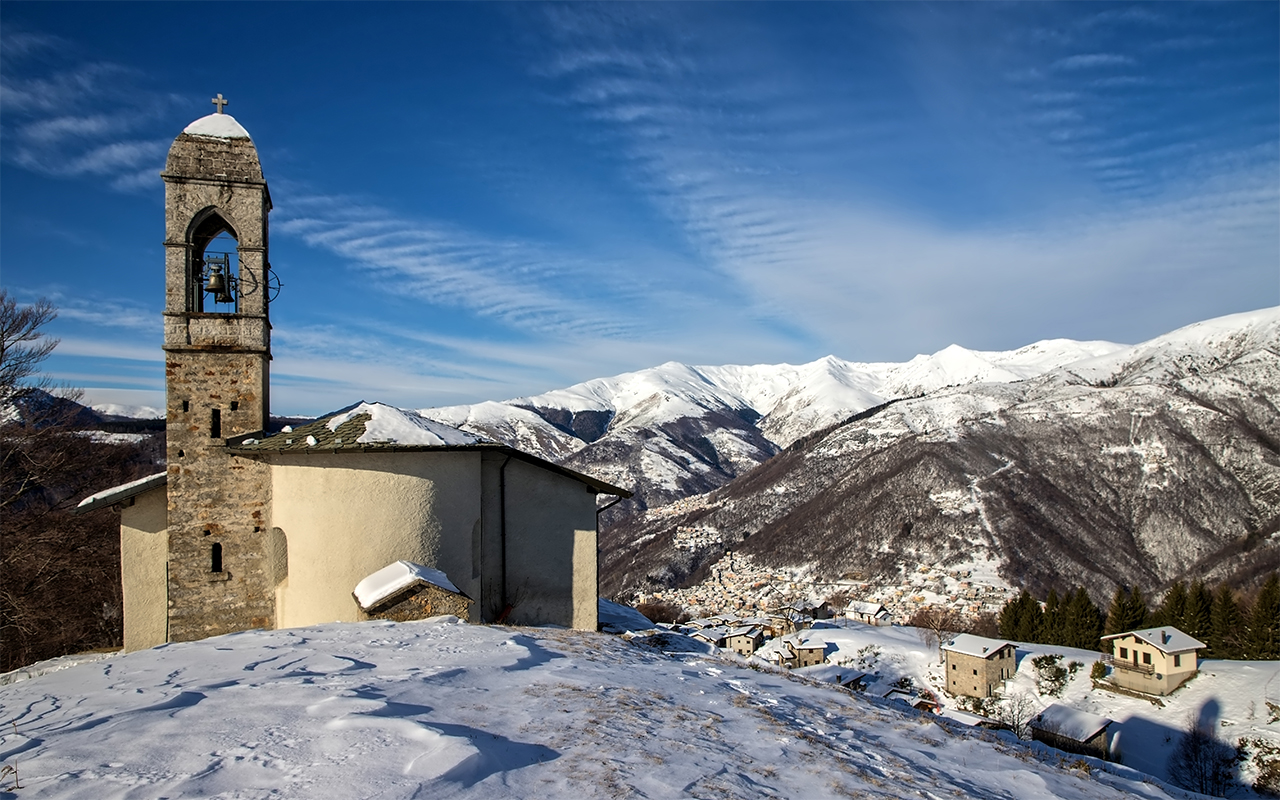
Il Santuario della Madonna della Salute in inverno

## Società

### Evoluzione demografica
- 108 nel 1771
- 139 nel 1799
- 126 nel 1805
- annessione a Carlazzo nel 1812
- 289 nel 1853

Abitanti censiti

### Esplicative
1. ↑  Per il dialetto comasco, si utilizza l'ortografia ticinese, introdotta a partire dal 1969 dall'associazione culturale "Famiglia Comasca" nei vocabolari, nei documenti e nella produzione letteraria.

### Bibliografiche
1. 1 2   Bilancio demografico mensile anno 2025 (dati provvisori), su demo.istat.it, ISTAT.
2. ↑   Classificazione sismica (XLS), su rischi.protezionecivile.gov.it.
3. ↑   Tabella dei gradi/giorno dei Comuni italiani raggruppati per Regione e Provincia (PDF), in Legge 26 agosto 1993, n. 412, allegato A, Agenzia nazionale per le nuove tecnologie, l'energia e lo sviluppo economico sostenibile, 1º marzo 2011,  p. 151. URL consultato il 25 aprile 2012 (archiviato dall'url originale il 1º gennaio 2017).
4. ↑   AA. VV., Dizionario di toponomastica. Storia e significato dei nomi geografici italiani., Milano, Garzanti, 1996,  p. 244, ISBN 88-11-30500-4.
5. 1 2 3 4   SIUSA - Comune di Cusino, su siusa.archivi.beniculturali.it. URL consultato il 14 aprile 2020.
6. ↑  Comune di Cusino - facebook.com
7. ↑  Cusino - araldicacivica.it
8. ↑   Chiesa di S. Giovanni Battista - complesso, Via Val Cavargna - Cusino (CO), su Architetture – Lombardia Beni Culturali. URL consultato il 14 aprile 2020.
9. 1 2   RomaniCOMO, su romanicomo.it. URL consultato il 14 aprile 2020 (archiviato dall'url originale il 15 agosto 2020).
10. ↑  Belloni et al., p. 139.
11. 1 2   Comune di Cusino, su comune.cusino.co.it. URL consultato il 14 aprile 2020.
12. ↑  Borghese, p. 196.
13. 1 2 3 4   Chiesa di S. Ambrogio - complesso, Via per Carlazzo - Cusino (CO), su Architetture – Lombardia Beni Culturali. URL consultato il 14 aprile 2020.
14. ↑   Chiesa di S. Maria Ausiliatrice, Via Roma - Cusino (CO), su Architetture – Lombardia Beni Culturali. URL consultato il 14 aprile 2020.
15. 1 2   Comune di Cusino, su comune.cusino.co.it. URL consultato il 14 aprile 2020.
16. ↑   Comune di Cusino, su comune.cusino.co.it. URL consultato il 14 aprile 2020.
17. ↑  Statistiche I.Stat ISTAT  URL consultato in data 28-12-2012.
Nota bene: il dato del 2021 si riferisce al dato del censimento permanente al 31 dicembre di quell'anno. Fonte:  Popolazione residente per territorio - serie storica, su esploradati.censimentopopolazione.istat.it.